# Approach Lighting System

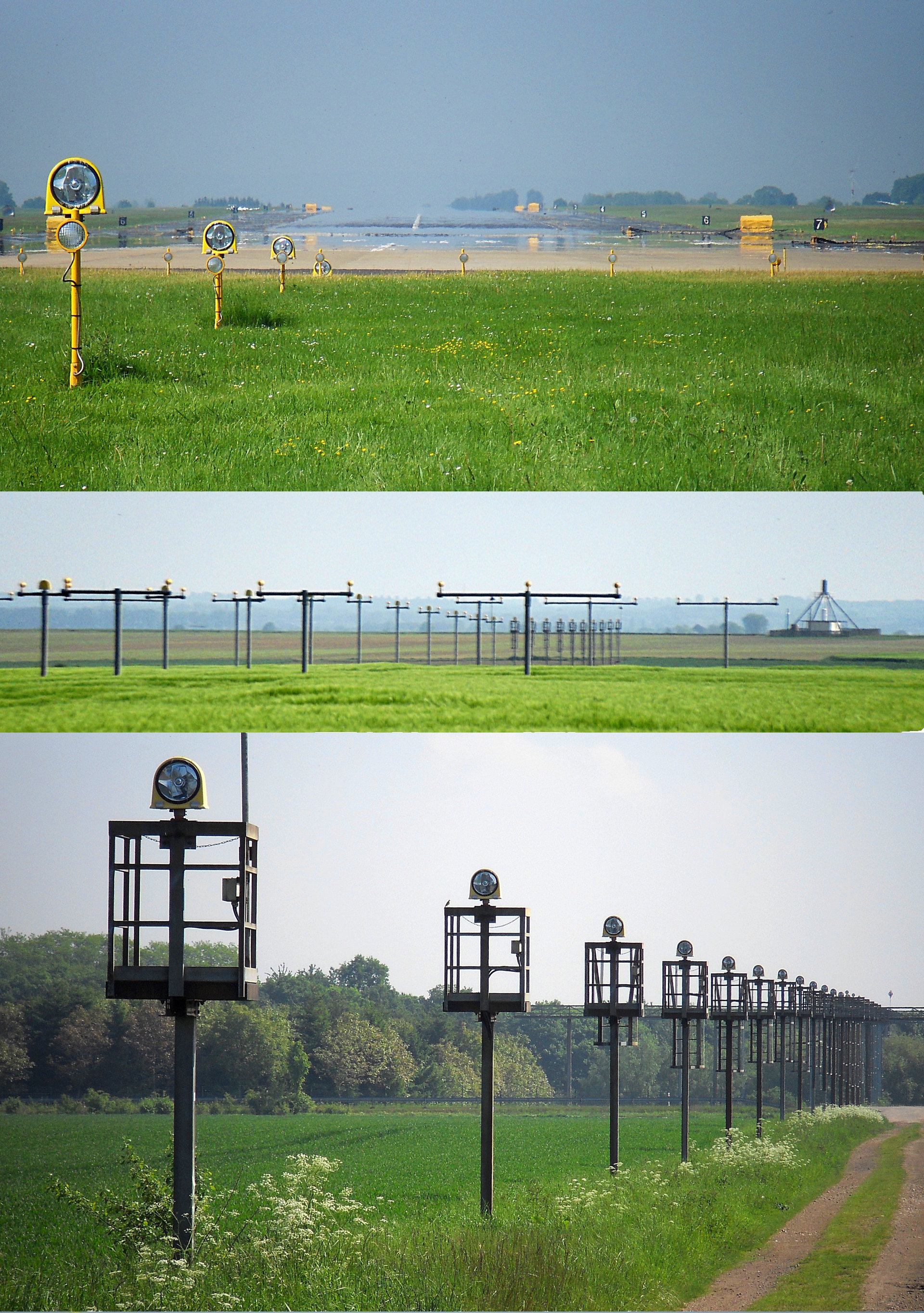
Lichtanlage zur Anflugsunterstützung auf dem Fliegerhorst Nörvenich.

Ein Approach Lighting System (ALS; deutsch Anflugbefeuerung) ist bei einem Flugplatz ein Befeuerungssystem, das vor der Schwelle einer Landebahn angebracht ist. Es besteht aus einer Reihe von Lichtstreifen und/oder Röhrenblitzlichtern.

## Zweck
Piloten können mittels ALS bei Sichteinschränkungen und bei Nacht erkennen, wo sich die Landebahn befindet und wie  das Flugzeug darauf ausgerichtet ist. Ein ALS wird auf Flugplätzen errichtet, an denen entweder Instrumentenanflugverfahren eingerichtet sind oder der Platz für VFR-Nachtflugverkehr zugelassen ist.

## Konfiguration

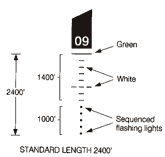
Position der Lichter vor einer Landebahn (09)

Die ICAO hat bestimmte Konfigurationen als Standard festgelegt. Die am häufigsten verwendete Form ist in der Grafik dargestellt. Es kommen noch folgende zusätzliche Konfigurationen häufig vor:
- MALSF: Medium-intensity approach light system mit einer Blinkfolge.
- ALSF-1: Approach light system configuration 1
- ALSF-2: Approach light system configuration 2
- CALVERT I/ICAO-1: ICAO-compliant configuration 1
- CALVERT II/ICAO-2: ICAO-compliant configuration 2
- LDIN: Lead-in lighting
- MALSR: Medium-intensity approach light system mit „Runway alignment indicator lights“.
- ODALS: Omnidirectional approach light system
- SALS: Short approach light system
- SSALF: Simplified Short approach light system mit einer Blinkfolge
- SSALR: Simplified short approach light system mit „Runway alignment indicator lights“
- SSALS: Simplified short approach light system

## Trivia
Das Lead-in Lighting, also in Anflugrichtung periodisch aufblitzende Stroboskoplichter, wird umgangssprachlich wegen seiner „Bewegung“ als Running Rabbit bezeichnet.